# Galatheidae

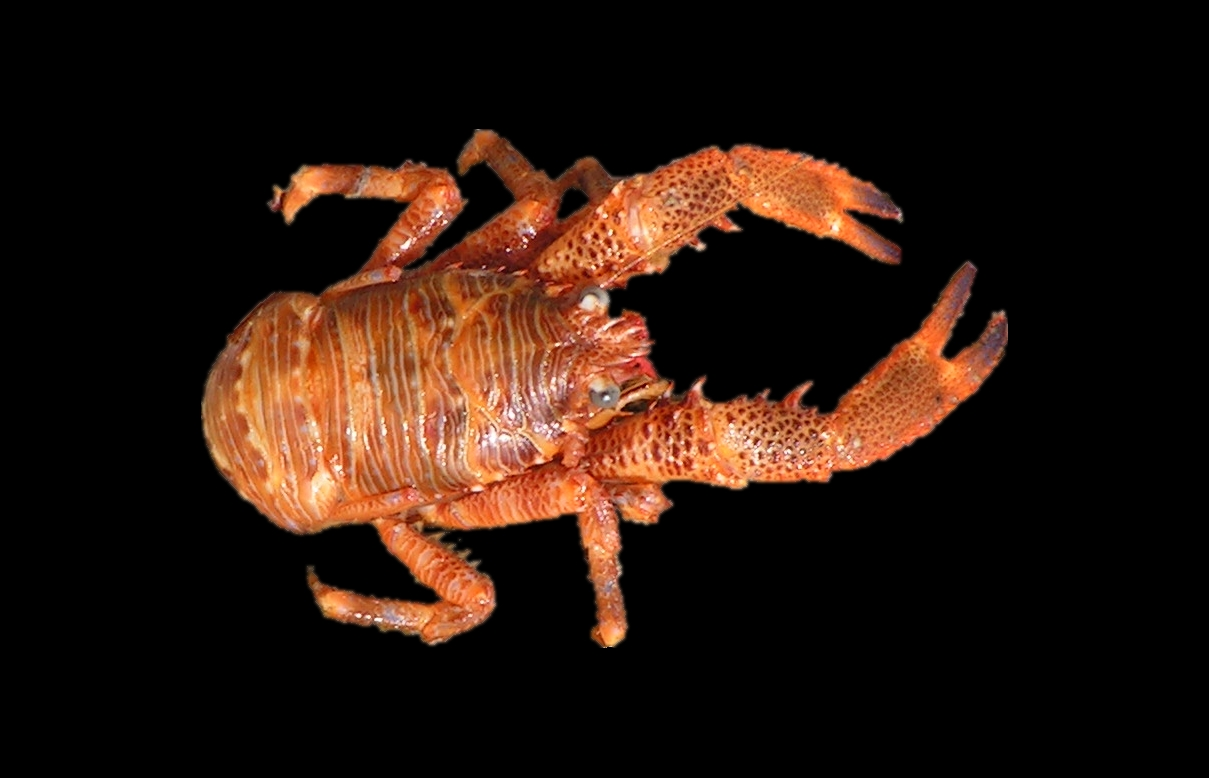
Galathea squamifera.

Galatheidae é uma família de crustáceos decápodes da infraordem Anomura que inclui as espécies comestíveis conhecidas pelos nomes comuns de sastres e galateias.

## Descrição
A generalidade das espécies pertencentes a esta família são animais noturnos que durante o dia se escondem debaixo de rochas ou em fendas e grutas submarinas. De movimentos lentos, escapam aos predadores através de movimentos rápidos do abdómen que resultam no animal sair disparado em direção à retaguarda.

## Taxonomia
A família Galatheidae inclui os seguintes géneros:
- †Género Acanthogalathea Müller & Collins, 1991
- Género Alainius Baba, 1991
- Género Allogalathea Baba, 1969
- Género Allomunida Baba, 1988
- Género Coralliogalathea Baba & Javed, 1974
- Género Fennerogalathea Baba, 1988
- Género Galathea Fabricius, 1793
- Género Janetogalathea Baba & Wicksten, 1997
- Género Lauriea Baba, 1971
- †Género Lessinigalathea De Angeli & Garassino, 2002
- †Género Lophoraninella Glaessner, 1945
- †Género Luisogalathea Karasawa & Hayakawa, 2000
- Género Macrothea Macpherson & Cleva, 2010
- †Género Mesogalathea Houša, 1963
- Género Nanogalathea Tirmizi & Javed, 1980
- †Género Palaeomunida Lőrenthey, 1901
- Género Phylladiorhynchus Baba, 1969
- †Género Spathagalathea De Angeli & Garassino, 2002

## Galeria

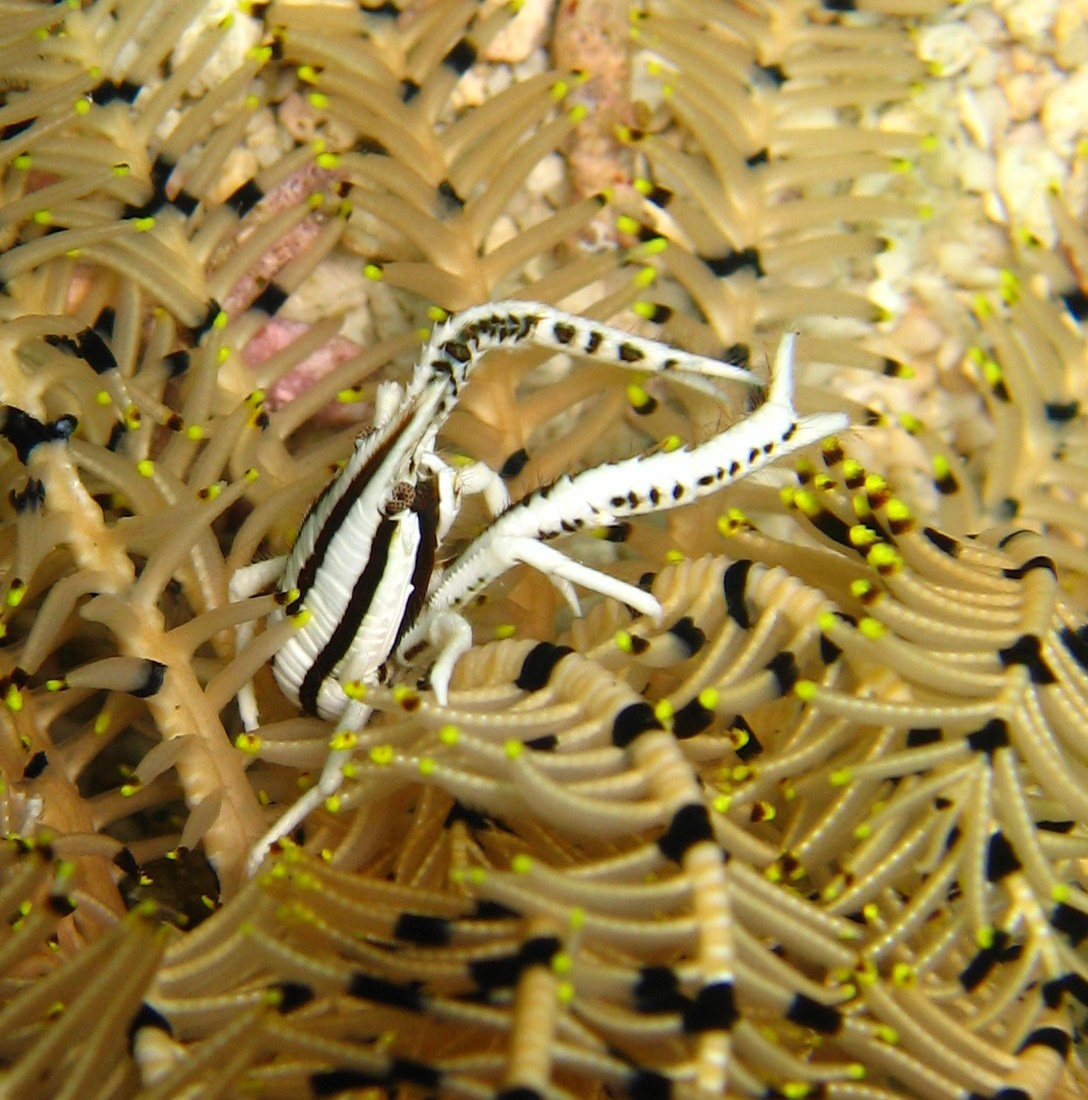
Allogalathea elegans
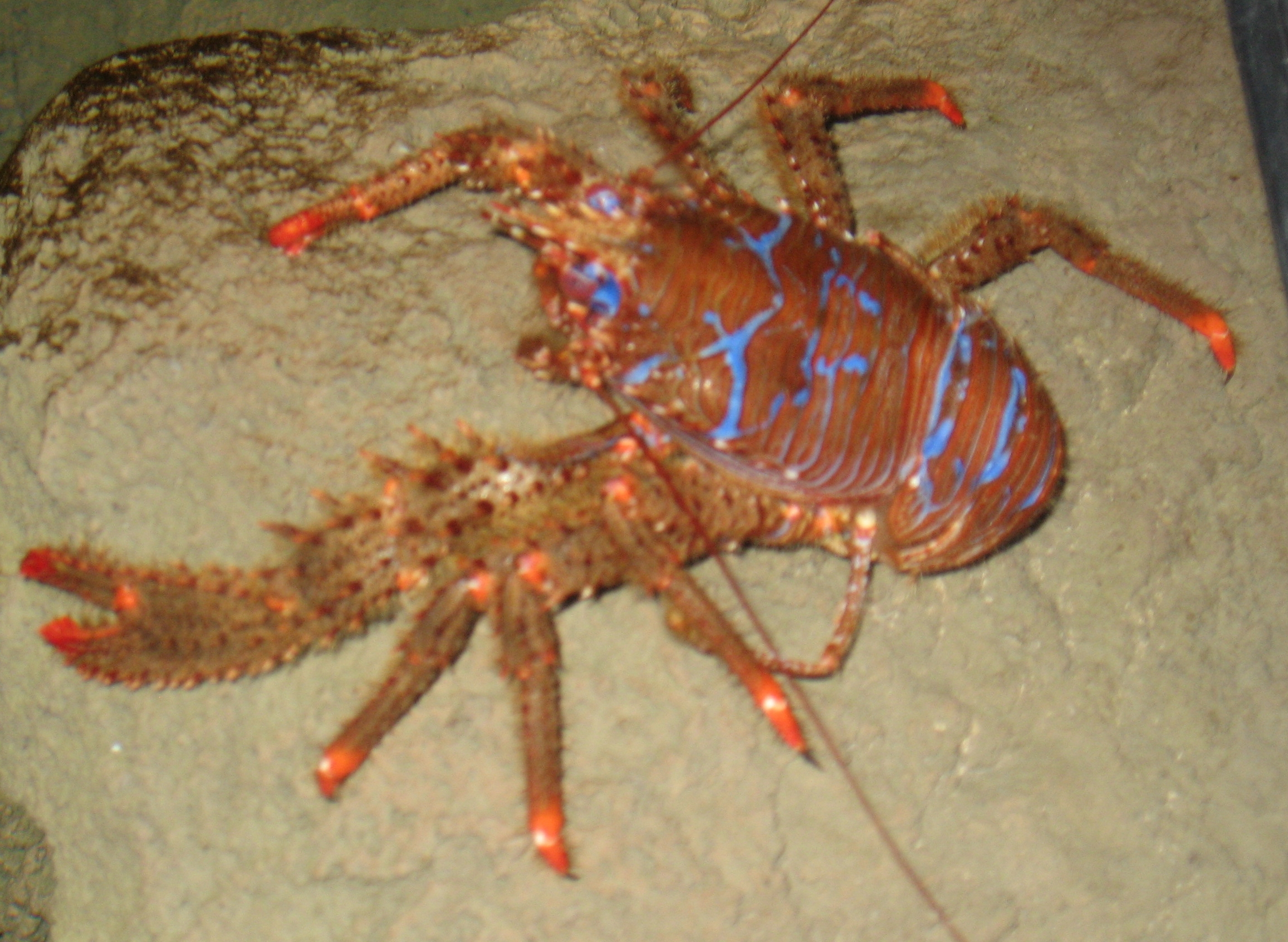
Galathea strigosa
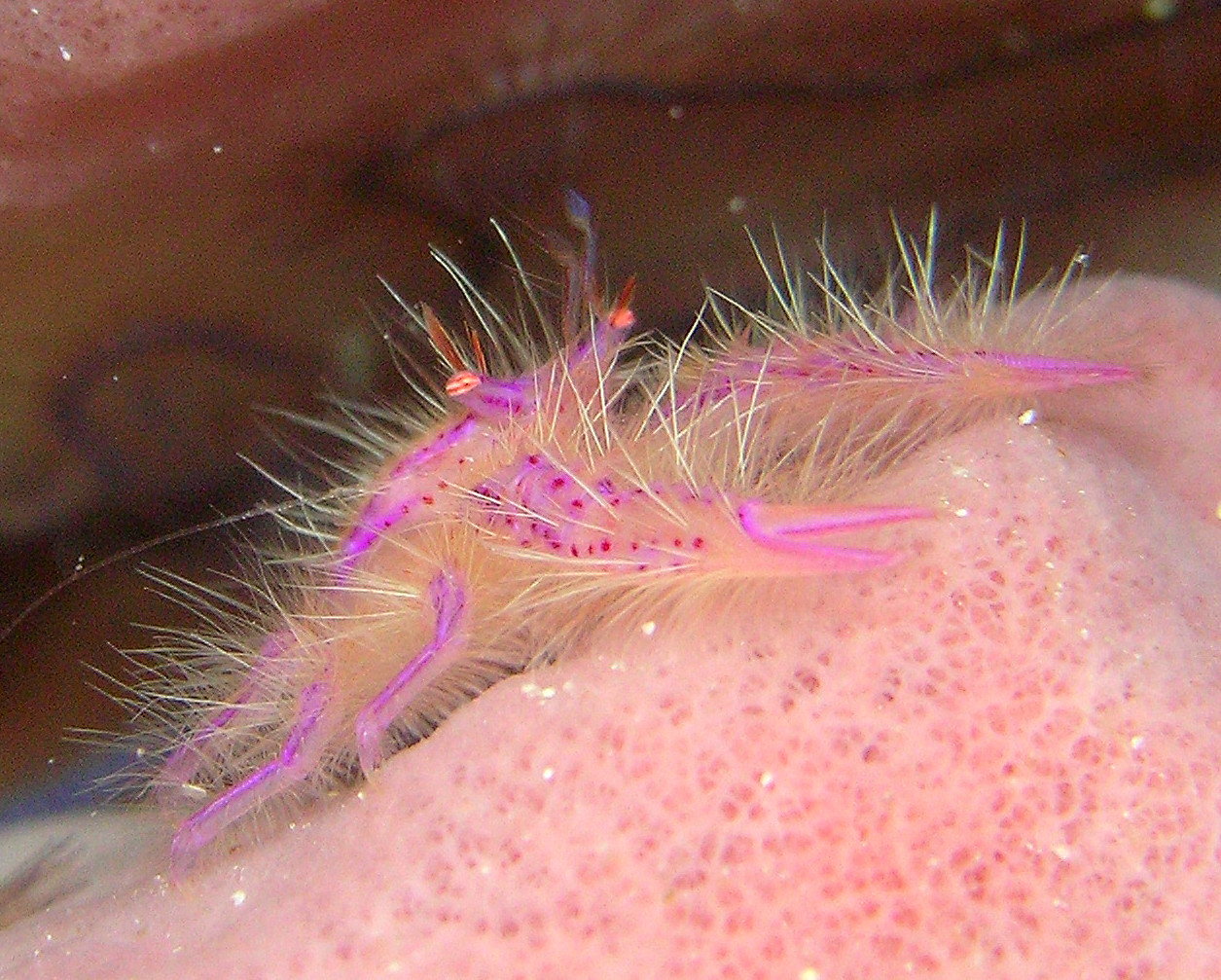
Lauriea siagiani